# Fuck for Forest
Fuck for Forest — некоммерческая организация, основанная в 2004 году и собирающая деньги на восстановление влажных лесов за счёт производства порнографии (например, принимая в дар домашние порнофотографии) и публичного секса. Это первая порноэкоактивистская организация.

## История
На старте существования группа получила от своих членов 100 000 долларов, а спустя полгода получила грант от правительства Норвегии. Со временем норвежские филиалы Фонда защиты тропических лесов и WWF как в Нидерландах, так и в Норвегии перестали принимать от FFF деньги из-за их методов, вследствие чего Fuck for Forest стали работать напрямую с индейцами тропических лесов Коста-Рики и Бразилии.
Группа получила известность после того, как двое её активистов в 2004 году занялись сексом на сцене Quart Festival сразу после краткой речи о влиянии человечества на леса. Последовали юридические проблемы (включая штраф за снятые штаны во время суда в Кристиансанне), и штаб организации был перенесён в Берлин.
В 2005 году сайт FFF получил Erotic Charity Awards как лучший сайт года.
2 июня 2011 года информация об активистах попала в крупный норвежский таблоид Dagbladet после того, как несколько участников группы имитировали половой акт в соборе Осло во время мессы. Епископ Осло сказал изданию, что выходка «печалит его от имени сделавших её».
В 2012 году вышел полнометражный документальный фильм о движении Fuck for Forest, снятый Михалом Марчаком.